# Gustave Lemoine
Gustave Lemoine (París, 1802-1885) fou un autor dramàtic francès.
Casat amb Loïse Puget, per a la qual va escriure un gran nombre de romances i l'òpera Le mauvais oeil, amb col·laboració amb Scribe. A més se li deuen:
- L'habit noissete (1840)
La grâce de Dieu (1841), la seva obra més popular, escrita en col·laboració amb Adolphe Philippe d'Ennery.
Une femme malheurense,
L'abbaye de Castro,
Le dot de Suzette (1842),
Mademoiselle de la Faille (1843),
La mère e famille miroir (1852)
La fille du roi René (1851)
Un mari comme on en voit peu (1868)
La veilleuse on les nuits de milady (1869 opereta amb música de la seva esposa.